# Heteropoliácido
Heteropoliácidos são uma classe de ácidos constituídos por uma combinação particular de hidrogénio e oxigénio com certos metais e não metais. Este tipo de ácido é frequentemente usado como catalisador ácido reutilizável em reações químicas.
Para ser considerado um heteropoliácido, um composto deve conter:
- um metal como o tungsténio, molibdénio ou vanádio, chamado átomo adendo;
- oxigénio;
- um elemento geralmente do bloco p da tabela periódica, como o silício, fósforo ou arsénio, designado heteroátomo;
- átomos de hidrogénio ácidos.

Os átomos do adendo metálico ligados pelos átomos de oxigénio formam um aglomerado com o heteroátomo no interior ligado por meio dos átomos de oxigênio. São bem conhecidos exemplos com mais de um tipo de átomos metálicos adendos. O ião conjugado de um heteropoliácido é chamado polioxometalato.
Devido às possibilidades de existirem diferentes combinações de átomos adendos e diferentes tipos de heteroátomos existem muitos heteropoliácidos. Dois dos grupos mais bem conhecidos dentre estes baseiam-se nas estruturas de Keggin (HnXM12O40) e de Dawson (HnX2M18O62).

| Estrutura do anião fosfotungstato | Ião de Dawson                   |
| Estrutura de Keggin, XM12O40n−    | Estrutura de Dawson, X2M18O62n− |

Alguns exemplos são:
- H4Xn+M12O40, X = Si, Ge; M = Mo, W
- H3Xn+M12O40, X = P, As; M = Mo, W
- H6X2M18O62, X=P, As;M = Mo, W

Os heteropoliácidos são largamente utilizados como catalisadores homogéneos e heterogéneos, sobretudo aqueles baseados na estrutura de Keggin, pois estes possuem qualidades como boa estabilidade térmica, alta acidez e alta capacidade oxidante. Alguns exemplos de catálise são:
- Catálise ácida homogénea
  - hidrólise do propeno para obter 2-propanol por H3PMo12O40 e H3PW12O40
  - reação de Prins por H3PW12O40
  - polimerização de hexafluoreto de tungsténio por H3PW12O40
- Catálise ácida heterogénea
  - desidratação do 2-propanol para propeno e do metanol para hidrocarbonetos por H3PW12O40
  - reformação do hexano em 2-metilpentano (iso-hexano) por  H3PW12O40 em SiO
2

- Oxidação homogénea
  - cicloexeno + H2O2 para ácido adípico pelos adendos misto H6PMo6V6O40
  - cetona por O2 em ácido e aldeído pelos adendos mistos H5PMo10V2O40

Os heteropoliácidos são há muito usados em análise e histologia e são um componente de muitos reagentes, p.e. reagente de Folin-Ciocalteu, usado no método de Lowry e o ácido fosfotúngstico etanólico.